# Christopher Samba
Veijeany Christopher Samba (Créteil, 28 maart 1984) is een voormalig Congolees voetballer die doorgaans als centrale verdediger speelde. Hij sloot zijn voetballoopbaan in juli 2018 af bij Aston Villa. Samba maakte in 2004 zijn debuut in het voetbalelftal van Congo-Brazzaville.

## Clubcarrière
In 2004 haalde Hertha BSC Samba weg bij CS Sedan. In drie jaar speelde hij twintig wedstrijden bij de club uit Berlijn. Op 25 januari 2007 tekende hij een contract tot de zomer van 2010 bij het Engelse Blackburn Rovers. Hij maakte zijn debuut voor Blackburn Rovers in de FA Cup tegen Luton Town. In vijf seizoenen maakte hij zestien doelpunten in 161 wedstrijden bij de Blackburn Rovers. Op 24 februari 2012 verkocht die club hem aan het Russische Anzji Machatsjkala voor een transferbedrag van ongeveer veertien miljoen euro. Op 5 maart 2012 debuteerde Samba voor Anzhi tegen Dinamo Moskou. In een wedstrijd tegen Lokomotiv Moskou op 17 maart 2012 gooide een supporter een banaan naar Samba. Hij reageerde door de banaan terug te gooien, waar hij nadien spijt van kreeg. Hij vertelde dat hij diep teleurgesteld was dat dit incident gebeurd is onder het oog van kinderen die er een voorbeeld aan zouden nemen. Op 31 januari 2013 tekende Samba een contract voor vierenhalf jaar bij de Engelse Queens Park Rangers. Op 5 juli 2013 werd bekendgemaakt dat Samba teruggekocht werd aan Anzji, de club waar hij een halfjaar daarvoor nog voor speelde. Deze onverwachte wending kwam tot stand doordat QPR degradeerde uit de Premier League. In zijn tweede periode bij Anzji kwam hij tot speelminuten in vijf competitieduels; twee maanden later vertrok hij naar Dinamo Moskou, waar hij een contract tekende tot en met het seizoen 2014/15. Op 21 september maakte Samba in Moskou zijn debuut in de Russische competitie tegen Lokomotiv Moskou (1–3 verlies). Na 76 minuten viel hij in voor de Rus Aleksej Ionov. In augustus 2016 verbond hij zich aan het Griekse Panathinaikos maar kwam daar niet aan bod en liet in januari 2017 zijn contract ontbinden. Na zijn avontuur bij Panathinaikos tekende Samba een seizoen bij Aston Villa, waar hij in juli 2018 zijn voetballoopbaan beëindigde.

## Interlandcarrière
Samba was tussen 2004 en 2013 actief in het voetbalelftal van Congo-Brazzaville. Hij speelde onder meer in het kwalificatietoernooi voor het wereldkampioenschap voetbal 2006, 2010 en 2014. Ook werd hij geselecteerd voor kwalificatiewedstrijden voor enkele jaargangen van het Afrikaans kampioenschap voetbal.